# Discografia dei Porcupine Tree
La discografia dei Porcupine Tree, gruppo musicale rock progressivo britannico, si compone di undici album in studio, diciotto album dal vivo, sei raccolte, undici EP e oltre dieci singoli.
Il gruppo nacque inizialmente come progetto solista di Steven Wilson, all'epoca attivo con i No-Man, e realizzò alcuni demo tra la fine degli anni ottanta e gli inizi degli anni novanta. Firmato un contratto con la Delerium Records, nel 1992 pubblicò l'album di debutto On the Sunday of Life..., contenente parte del materiale dei demo precedenti (i brani restanti furono raccolti in Yellow Hedgerow Dreamscape). Pochi anni più tardi Wilson coinvolse i musicisti Richard Barbieri, Colin Edwin e Chris Maitland per i primi concerti, rendendo di fatto i Porcupine Tree un vero e proprio gruppo. Maitland fu rimpiazzato da Gavin Harrison nel 2002 e l'attività del quartetto britannico proseguì fino al 2010, anno in cui si presero una pausa dalle scene musicali.
Dopo circa dieci anni passati a comporre materiale inedito, nel 2021 il gruppo (composto dai soli Wilson, Barbieri e Harrison) ha annunciato la reunion, pubblicando l'anno dopo Closure/Continuation, il quale ha rappresentato il primo vero successo commerciale dei Porcupine Tree, debuttando al secondo posto della classifica britannica degli album.

## Album

### Album in studio
| Anno                                                                                               | Titolo | Classifiche | Classifiche | Classifiche | Classifiche | Classifiche | Classifiche | Classifiche | Classifiche | Classifiche | Classifiche | Classifiche | Classifiche |
| Anno                                                                                               | Titolo | UK          | AUS         | AUT         | FRA         | GER         | ITA         | NLD         | NOR         | NZL         | SWE         | SWI         | USA         |
| -------------------------------------------------------------------------------------------------- | --- | ----------- | ----------- | ----------- | ----------- | ----------- | ----------- | ----------- | ----------- | ----------- | ----------- | ----------- | ----------- |
| 1992                                                                                               | On the Sunday of Life... - Pubblicato: 12 maggio 1992 - Etichetta: Delerium - Formati: CD, 2 LP, download digitale, streaming                                     | —           | —           | —           | —           | —           | —           | —           | —           | —           | —           | —           | —           |
| 1993                                                                                               | Up the Downstair - Pubblicato: 7 giugno 1993 - Etichetta: Delerium - Formati: CD, LP, 2 CD, 2 LP, download digitale, streaming                                    | —           | —           | —           | —           | —           | —           | —           | —           | —           | —           | —           | —           |
| 1995                                                                                               | The Sky Moves Sideways - Pubblicato: 30 gennaio 1995 - Etichetta: Delerium - Formati: CD, LP, 2 CD, 3 LP+7", download digitale, streaming                         | —           | —           | —           | —           | —           | —           | —           | —           | —           | —           | —           | —           |
| 1996                                                                                               | Signify - Pubblicato: 30 settembre 1996 - Etichetta: Delerium - Formati: CD, 2 LP, 2 CD, download digitale, streaming                                             | —           | —           | —           | —           | —           | —           | —           | —           | —           | —           | —           | —           |
| 1999                                                                                               | Stupid Dream - Pubblicato: 6 aprile 1999 - Etichetta: Kscope - Formati: CD, CD+DVD, 2 LP, download digitale, streaming                                            | —           | —           | —           | —           | —           | —           | —           | —           | —           | —           | —           | —           |
| 2000                                                                                               | Lightbulb Sun - Pubblicato: 22 maggio 2000 - Etichetta: Kscope - Formati: CD, 2 CD, CD+DVD, 2 LP, download digitale, streaming                                    | 161         | —           | —           | —           | —           | —           | —           | —           | —           | —           | —           | —           |
| 2002                                                                                               | In absentia - Pubblicato: 24 settembre 2002 - Etichetta: Lava - Formati: CD, DVD, 2 CD, 3 CD+BD, 2 LP, download digitale, streaming                               | —           | —           | —           | 143         | 58          | —           | —           | —           | —           | —           | —           | —           |
| 2005                                                                                               | Deadwing - Pubblicato: 24 marzo 2005 - Etichetta: Lava - Formati: CD, 2 CD, CD+DVD, 2 LP, download digitale, streaming                                            | 97          | —           | —           | 100         | 52          | 54          | 56          | —           | —           | 26          | —           | 132         |
| 2007                                                                                               | Fear of a Blank Planet - Pubblicato: 16 aprile 2007 - Etichetta: Roadrunner - Formati: CD, CD+DVD-A, 2 LP, download digitale, streaming                           | 31          | —           | —           | 70          | 21          | 34          | 13          | 34          | —           | 38          | 41          | 59          |
| 2009                                                                                               | The Incident - Pubblicato: 15 settembre 2009 - Etichetta: Roadrunner - Formati: 2 CD, 2 CD+DVD, 2 LP, download digitale, streaming                                | 23          | 35          | 45          | 35          | 17          | 33          | 5           | 19          | —           | 23          | 20          | 25          |
| 2022                                                                                               | Closure/Continuation - Pubblicato: 24 giugno 2022 - Etichetta: Music for Nations, Sony Music - Formati: CD, MC, 2 LP, 2 CD+BD, 3 LP, download digitale, streaming | 2           | 13          | 4           | 24          | 1           | 4           | 1           | 25          | 24          | 13          | 1           | 90          |
| "—" indica una pubblicazione che non si è classificata o che non è stata pubblicata in quel Paese. | |             |             |             |             |             |             |             |             |             |             |             |             |

### Album dal vivo
| Anno                                                                          | Titolo | Classifiche | Classifiche | Classifiche | Classifiche | Classifiche |
| Anno                                                                          | Titolo | UK          | GER         | NLD         | SWI         |             |
| ----------------------------------------------------------------------------- | --- | ----------- | ----------- | ----------- | ----------- | ----------- |
| 1994                                                                          | Spiral Circus - Pubblicato: aprile 1994 - Etichetta: Delerium - Formati: MC, LP                                                                    | —           | —           | —           | —           |             |
| 1997                                                                          | Coma Divine - Recorded Live in Rome - Pubblicato: 20 ottobre 1997 - Etichetta: Delerium - Formati: CD, 2 CD, 3 LP+7"                               | —           | —           | —           | —           |             |
| 2003                                                                          | XM - Pubblicato: luglio 2003 - Etichetta: Transmission, Lava - Formati: CD, download digitale                                                      | —           | —           | —           | —           |             |
| 2004                                                                          | Warszawa - Pubblicato: febbraio 2004 - Etichetta: Transmission - Formati: CD, download digitale                                                    | —           | —           | —           | —           |             |
| 2005                                                                          | XMII - Pubblicato: giugno 2005 - Etichetta: Transmission, Lava - Formati: CD, download digitale, streaming                                         | —           | —           | —           | —           |             |
| 2006                                                                          | Rockpalast - Pubblicato: 14 luglio 2006 - Etichetta: Burning Shed - Formati: download digitale                                                     | —           | —           | —           | —           |             |
| 2008                                                                          | We Lost the Skyline - Pubblicato: 26 febbraio 2008 - Etichetta: Transmission - Formati: CD, LP, download digitale, streaming                       | —           | —           | —           | —           |             |
| 2009                                                                          | Ilosaarirock - Pubblicato: 17 luglio 2009 - Etichetta: Transmission - Formati: CD, download digitale                                               | —           | —           | —           | —           |             |
| 2010                                                                          | Atlanta - Pubblicato: 17 giugno 2010 - Etichetta: indipendente - Formati: download digitale                                                        | —           | —           | —           | —           |             |
| 2012                                                                          | Octane Twisted - Pubblicato: novembre 2012 - Etichetta: Kscope - Formati: 2 CD, 2 CD+DVD, 3 LP, download digitale, streaming                       | 70          | 77          | 68          | 86          |             |
| 2020                                                                          | First Live Performance 4th Dec 1993 - Pubblicato: 16 marzo 2020 - Etichetta: indipendente - Formati: download digitale, streaming                  | —           | —           | —           | —           |             |
| 2020                                                                          | Köln 4th Dec 2007 (TV Broadcast) - Pubblicato: 16 marzo 2020 - Etichetta: indipendente - Formati: download digitale, streaming                     | —           | —           | —           | —           |             |
| 2020                                                                          | Los Angeles 30th July 2003 - Pubblicato: 1º maggio 2020 - Etichetta: indipendente - Formati: download digitale, streaming, LP                      | 82          | —           | —           | —           |             |
| 2020                                                                          | Coma:Coda (Rome 1997) - Pubblicato: 7 maggio 2020 - Etichetta: indipendente - Formati: download digitale, streaming, LP                            | —           | —           | —           | —           |             |
| 2020                                                                          | Salford (1994) - Pubblicato: 27 giugno 2020 - Etichetta: indipendente - Formati: download digitale, streaming                                      | —           | —           | —           | —           |             |
| 2020                                                                          | IndigO2 (2008) - Pubblicato: 6 ottobre 2020 - Etichetta: indipendente - Formati: download digitale, streaming                                      | —           | —           | —           | —           |             |
| 2022                                                                          | Athens (1995) - Pubblicato: 2 dicembre 2022 - Etichetta: indipendente - Formati: download digitale, streaming                                      | —           | —           | —           | —           |             |
| 2023                                                                          | Closure/Continuation.Live - Pubblicato: 8 dicembre 2023 - Etichetta: indipendente - Formati: 2 CD+2 BD, BD+DVD, 4 LP, download digitale, streaming | —           | —           | —           | —           |             |
| "—" indica una pubblicazione non classificata o non pubblicata in quel Paese. | |             |             |             |             |             |

### Raccolte
| Anno | Titolo |
| ---- | --- |
| 1994 | Yellow Hedgerow Dreamscape - Pubblicato: giugno 1994 - Etichetta: Magic Gnome - Formati: CD, 2 LP                              |
| 1998 | Metanoia - Pubblicato: dicembre 1998 - Etichetta: Chromatic - Formati: 2 10", CD                                               |
| 2000 | Voyage 34: The Complete Trip - Pubblicato: giugno 2000 - Etichetta: Delerium - Formati: CD, 2 LP, download digitale, streaming |
| 2001 | Recordings - Pubblicato: 12 maggio 2001 - Etichetta: Delerium - Formati: CD, 2 LP, download digitale, streaming                |
| 2002 | Stars Die: The Delerium Years 1991-1997 - Pubblicato: 25 marzo 2002 - Etichetta: Kscope - Formati: 2 CD                        |
| 2020 | The Delerium Years 1991-1997 - Pubblicato: 20 novembre 2020 - Etichetta: Transmission - Formati: 13 CD                         |

## Extended play
| Anno                                                                          | Titolo | Classifiche | Classifiche | Classifiche |
| Anno                                                                          | Titolo | UK          | FRA         | GER         |
| ----------------------------------------------------------------------------- | --- | ----------- | ----------- | ----------- |
| 1992                                                                          | Voyage 34 - Pubblicato: 2 novembre 1992 - Etichetta: Delerium - Formati: CD, 12"                                              | —           | —           | —           |
| 1993                                                                          | Voyage 34 (Remix) - Pubblicato: 29 novembre 1993 - Etichetta: Delerium - Formati: 12"                                         | —           | —           | —           |
| 1994                                                                          | Moonloop EP - Pubblicato: 17 ottobre 1994 - Etichetta: Delerium - Formati: CD, 12"                                            | —           | —           | —           |
| 1994                                                                          | Staircase Infinities - Pubblicato: 2 dicembre 1994 - Etichetta: Lazy Eye - Formati: 10", CD, download digitale, streaming     | —           | —           | —           |
| 2001                                                                          | Transmission IV: Moonloop - Pubblicato: dicembre 2001 - Etichetta: Delerium - Formati: CD, 12"                                | —           | —           | —           |
| 2006                                                                          | Futile - Pubblicato: 8 luglio 2006 - Etichetta: indipendente - Formati: download digitale                                     | —           | —           | —           |
| 2007                                                                          | Nil Recurring - Pubblicato: 17 settembre 2007 - Etichetta: Transmission - Formati: CD, 12", download digitale, streaming      | 137         | 114         | 100         |
| 2020                                                                          | Acoustic Radio Session 2009 - Pubblicato: 15 marzo 2020 - Etichetta: indipendente - Formati: download digitale                | —           | —           | —           |
| 2020                                                                          | Pure Narcotic - Acoustic Session 2012 - Pubblicato: 19 marzo 2020 - Etichetta: indipendente - Formati: download digitale, 12" | —           | —           | —           |
| 2020                                                                          | BBC Session 13th April 2007 - Pubblicato: 21 marzo 2020 - Etichetta: indipendente - Formati: download digitale                | —           | —           | —           |
| 2023                                                                          | IA/DW/XT - Pubblicato: 22 aprile 2023 - Etichetta: Transmission - Formati: 12"                                                | —           | —           | —           |
| "—" indica una pubblicazione non classificata o non pubblicata in quel Paese. | |             |             |             |

## Demo
| Anno | Titolo                                                                         |
| ---- | ------------------------------------------------------------------------------ |
| 1989 | Tarquin's Seaweed Farm - Pubblicato: 1989 - Etichetta: No Man's Land           |
| 1990 | The Love, Death & Mussolini E.P. - Pubblicato: 1990 - Etichetta: No Man's Land |
| 1991 | The Nostalgia Factory - Pubblicato: 1991 - Etichetta: Delerium                 |

## Singoli
| Anno | Titolo                          | Classifiche | Classifiche | Album di provenienza |
| Anno | Titolo                          | UK          | GER         | Album di provenienza |
| ---- | ------------------------------- | ----------- | ----------- | -------------------- |
| 1996 | Waiting                         | —           | —           | Signify              |
| 1999 | Piano Lessons                   | 164         | —           | Stupid Dream         |
| 1999 | Stranger by the Minute          | 138         | —           | Stupid Dream         |
| 1999 | Pure Narcotic                   | 175         | —           | Stupid Dream         |
| 2000 | Four Chords That Made a Million | 84          | —           | Lightbulb Sun        |
| 2000 | Shesmovedon                     | 85          | —           | Lightbulb Sun        |
| 2003 | Blackest Eyes                   | —           | —           | In absentia          |
| 2005 | Shallow                         | —           | —           | Deadwing             |
| 2005 | Lazarus                         | —           | 91          | Deadwing             |
| 2009 | Meantime                        | —           | —           | /                    |
| 2009 | Time Flies                      | —           | —           | The Incident         |
| 2021 | Harridan                        | —           | —           | Closure/Continuation |
| 2022 | Of the New Day                  | —           | —           | Closure/Continuation |
| 2022 | Herd Culling                    | —           | —           | Closure/Continuation |
| 2022 | Rats Return                     | —           | —           | Closure/Continuation |

## Videografia

### Album video
| Anno | Titolo                                                                                        | Certificazioni |
| ---- | --------------------------------------------------------------------------------------------- | -------------- |
| 2006 | Arriving Somewhere... - Pubblicato: aprile 2006 - Etichetta: Snapper - Formati: 2 DVD         |                |
| 2010 | Anesthetize - Pubblicato: maggio 2010 - Etichetta: Kscope - Formati: DVD, DVD+BD, DVD+BD+2 CD | - CAN: Oro     |

### Video musicali
| Anno | Titolo                 | Regista            |
| ---- | ---------------------- | ------------------ |
| 1999 | Piano Lessons          | Mike Bennion       |
| 2002 | Blackest Eyes          | Lasse Hoile        |
| 2005 | Lazarus                | Lasse Hoile        |
| 2007 | Fear of a Blank Planet | Lasse Hoile        |
| 2007 | Way Out of Here        | Lasse Hoile        |
| 2007 | Normal                 | Lasse Hoile        |
| 2009 | Time Flies             | Lasse Hoile        |
| 2010 | Bonnie the Cat         | Przemyslaw Vshebor |
| 2022 | Rats Return            | Ricky Allen        |
| 2022 | Herd Culling           | Miles Skarin       |